# درب كلات امامزادة محمود (سادات محمودي)
درب كلات امامزادة محمود (بالفارسية: درب کلات امامزاده محمود) هي قرية تقع في إيران في قسم سادات محمودي الريفي. يقدر عدد سكانها بـ 811 نسمة بحسب إحصاء 2016.